# Laan (Middelie)
Laan is de naam van een bekende doopsgezinde Wormerveerse fabrikantenfamilie, die in 1921 werd opgenomen in het Nederland's Patriciaat.

## Geschiedenis
De stamvader van de familie is waarschijnlijk Jan Gertsz. Hertoch, vermeld als gegoed te Middelie 1583-1607. Zijn kleinzoon Jan Remmertsz. Hertoch alias Jan Remmertsz. Laan kocht in 1641 een huis aan de Lange- of Jeroenslaan te Middelie, hetgeen vermoedelijk zijn naamswijziging met zich meebracht. De familie staat aan de basis van diverse Nederlandse bedrijven in plantaardige olie, graanverwerking en andere voedingsmiddelen, zoals
- Wessanen & Laan, opgericht in 1765 door de neven Adriaan Wessanen en Dirk Laan. Dit bedrijf leeft thans voort onder de naam Royal Wessanen NV en is genoteerd aan de beurs Euronext te Amsterdam
- Bloemendaal & Laan, opgericht in 1872 door de neven Remmert Adriaan Laan, Jan Adriaan Laan en Frederik Bloemendaal
- Crok & Laan, opgericht in 1891 door Dirk Crok en zijn schoonzoon Jan Laan
- Gebr. Laan, opgericht in 1893 door de broers Albert Laan en Jacob Adriaan Laan.  Dit bedrijf is bekend onder meer door de productie van "Lassie toverrijst"

De wapenspreuk van de familie luidt: "Quae mergi nequeunt nisu majore resurgunt"

## Enkele telgen
- Dirk Remmert Laan (1744-1791), oprichter firma Wessanen & Laan
- Jan Laan (1803-1891), koopman en fabrikant te Wormerveer, lid firma Wessanen & Laan, raadslid van Wormerveer, Statenlid in Noord-Holland en hoofdingeland van het Waterschap De Noorder IJ- en Zeedijk
- Dirk Laan (1843-1905), koopman en fabrikant te Wormerveer, lid firma Wessanen & Laan, Eerste Kamerlid
- Jan Adriaan Laan (1848-1918), koopman en fabrikant te Wormerveer, lid firma Wessanen & Laan, filantroop, wethouder van Wormerveer, Statenlid in Noord-Holland, waterstaatsbestuurder en Eerste Kamerlid
- Dick Laan (1894-1973), kinderboekenschrijver en filmpionier (bekend van kinderboekenserie Pinkeltje)
- Mr. Remmert Jacobus Laan (1944), General Partner Lazard Frères & Cie, Director KKR Private Equity Investors, Commissaris KLM

Geslachten die opgenomen zijn in het sinds 1910 verschijnende genealogische naslagwerk Nederland's Patriciaat. Lijst volgens opgave van het CBG Centrum voor familiegeschiedenis.
A · B · C · D · E · F · G · H · I · J · K · L · M · N · O · P · Q · R · S · T · U · V · W · Y · Z